# Lelek džunglový
Lelek džunglový (Caprimulgus asiaticus) je hojný noční pták z řádu lelků, který obývá jižní Asii od východního Pákistánu po Indočínu a Šrí Lanku.

## Systematika
Druh popsal anglický přírodovědec John Latham v roce 1790. Řadí se do početného rodu Caprimulgus. Druhové jméno asiaticus znamená „asijský“. Tvoří dva poddruhy s následujícím rozšířením:
- C. a. asiaticus Latham, 1790 – od východního Pákistánu přes Indii až po jižní Indočínu;
- C. a. eidos Peters, JL, 1940 – Šrí Lanka.

Vybraná dobová vyobrazení
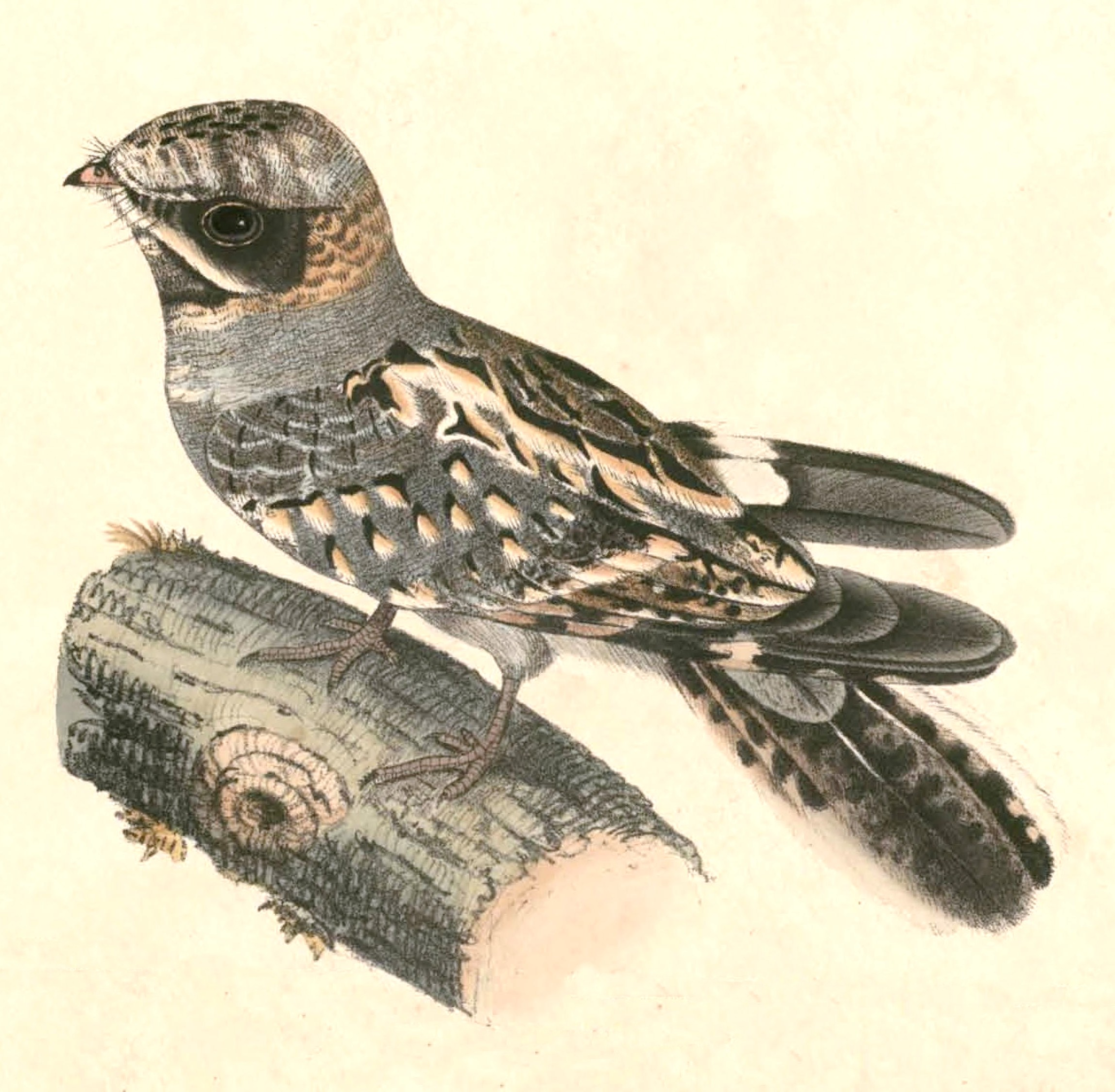
Thomas Hardwicke, 1830–1832
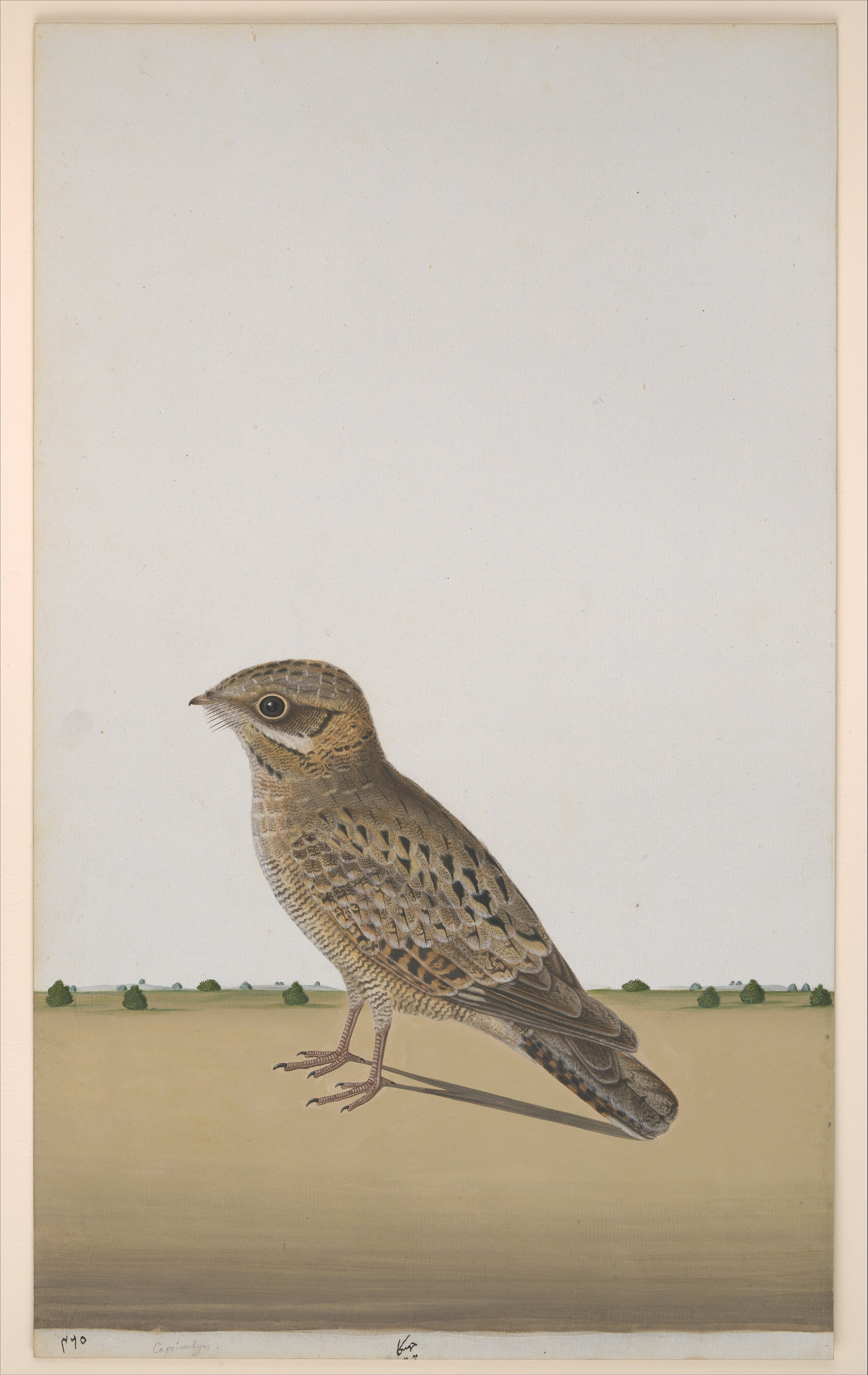
Starší ilustrace, kolem 1780

## Rozšíření a populace

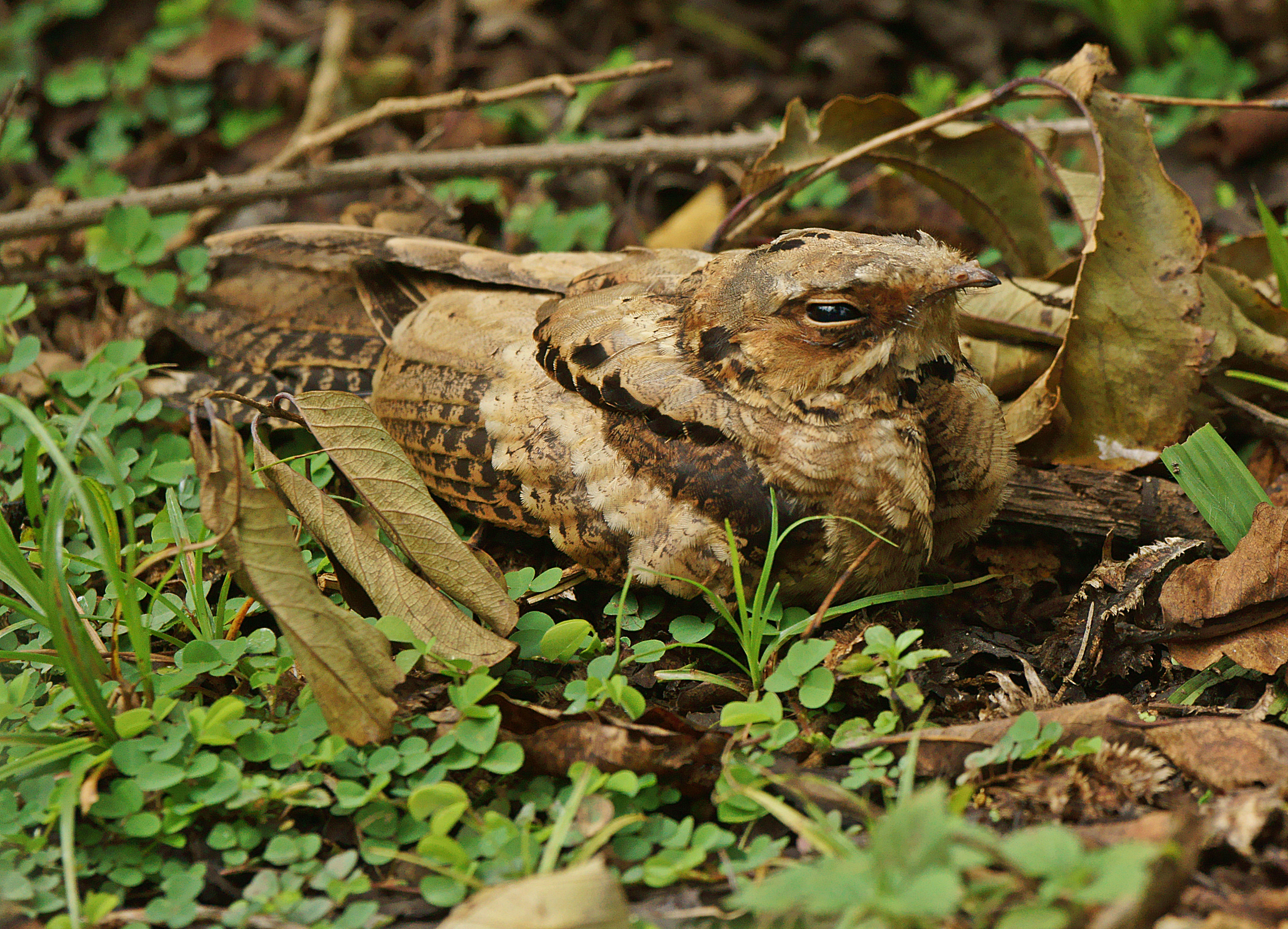
Lelek džunglový díky svému kryptickému opeření dokáže dobře splynout s okolním prostředím

Lelek džunglový je rozšířen od východního Pákistánu přes celý Indický subkontinent (od jižní části Himálajského předhůří po jižní cíp Indie) přes Bangladéš, Nepál, Myanmar, Thajsko a Laos až po jižní Vietnam. Šrílanská populace tvoří samostatný poddruh eidos. Druh byl zaznamenán i v Íránu a Afghánistánu. Celková populace není známa. V areálu svého výskytu je lelek džunglový popisován jako rozšířený a běžný.

## Popis
Středně velký lelek s šedohnědými pestrobarevnými vzory. Křídlo měří mezi 140–156 mm, ocas 96–119 mm, zobák 17–19 mm, běhák 17–22 mm. Váha se pohybuje kolem 48 g. Svrchní části opeření jsou většinou šedohnědé s černým flekováním. Po stranách krku se v jeho spodní části nachází výrazná bílá skvrna. 4 vnější letky mají výrazné bílé fleky, které lze vidět hlavně v letu. Ocasní krovky při vnějších okrajích ocasu mají bílá zakončení, což lze také dobře vidět zejména při letu. Spodní části jsou šedohnědé s hnědým pruhováním a výraznými žlutohnědými skvrnami. Duhovky jsou hnědé, zobák černý, nohy nahnědlé.

## Biologie
Obývá různé typy stanovišť variabilních nadmořských výšek od hladiny moře do 1500 m n. m. Vyskytuje se v křovinatých i travnatých biotopech, mladých druhotných lesích i bambusové džungli. Lelek džunglový je soumračný a noční pták, tzn. je aktivní od soumraku do úsvitu, přes den hřaduje (spí). Ke hřadování dochází na zemi. Jsou známí tím, že někdy hřadují i na cestách; díky odleskům automobilových světel v jejich očích je poměrně snadné je spatřit, nicméně i tak jich bývá spousta zabita auty. Lelci džungloví mají výrazný hlasový projev, kterým se ozývají z bidel jako jsou sloupky plotů nebo balvany. Ozývá se poněkud tikajícím, svižným a zrychlujícím se čuk-čuk-čuk-čuk-k-k-k-ró. Tento zvuk byl přirovnán k poskakování pingpongového míčku. Série zvuků trvá kolem 2–3 vteřin a začíná se 2–4 zvuky o stejné notě, konečná nota je mírně stoupavá. S menšími pauzami dokáže zpívat i celé hodiny. V letu někdy vydává krátké kuit-kuit nebo čúk-čúk. Lelci se vyskytují v páru nebo volných rodinných hejnech. Živí se hmyzem (brouci, kobylky, cvrčci aj.), který občas sbírají pod světly pouličních lamp.

### Hnízdění
Zahnizďuje někdy mezi lednem a říjnem v závislosti na lokaci. Hnízdo si nestaví, vejce jsou kladena přímo na zem. Hnízdiště jsou občas částečně krytá vegetací, pařezem či balvanem, nebo se alespoň nachází v jejich blízkosti. Samice klade 2 elipsovitá krémová až lososově zbarvená vejce s malými červenohnědými či fialovými flíčky. Vejce mívají rozměr kolem 27×20 mm. Inkubují oba partneři – samice během dne, v noci se partneři v sezení na vejcích střídají. Inkubační doba trvá 19–21 dní. Ptáčata se rodí obalena prachovým peřím a do 24 hodin jsou schopna se pohybovat v okolí hnízda. V tomto období se samec zdržuje v těsné blízkosti hnízdiště, které brání proti případným predátorům. Oba partneři krmí ptáče regurgitací potravy. K prvnímu letu dochází kolem věku 25 dní. Ptáčata i dospělci jsou dobře adaptování vůči slunečnímu záření; v Indii byli zaznamenáni lelci hnízdící ve 44 °C na plném slunečním svitu.

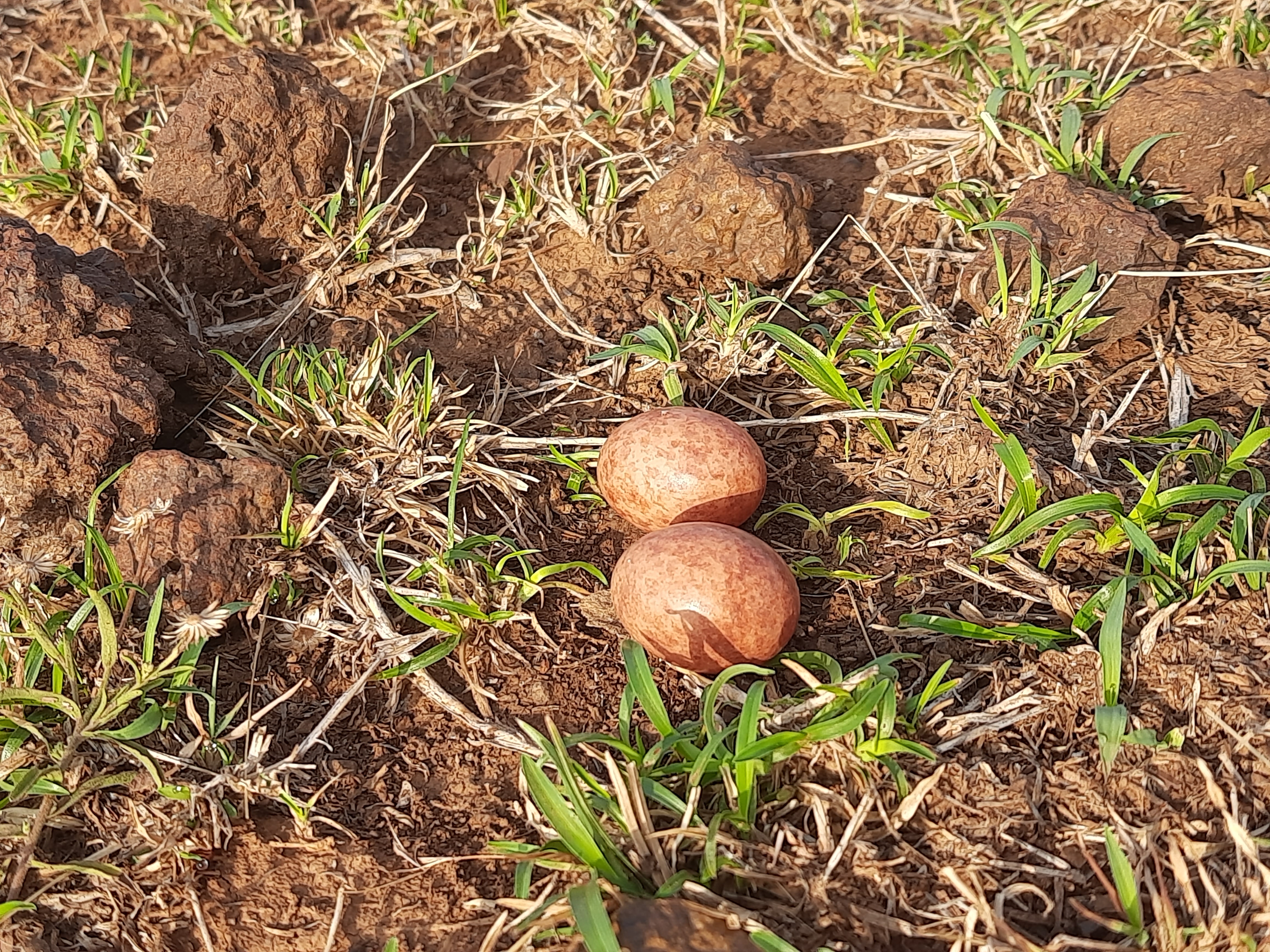
Snůška
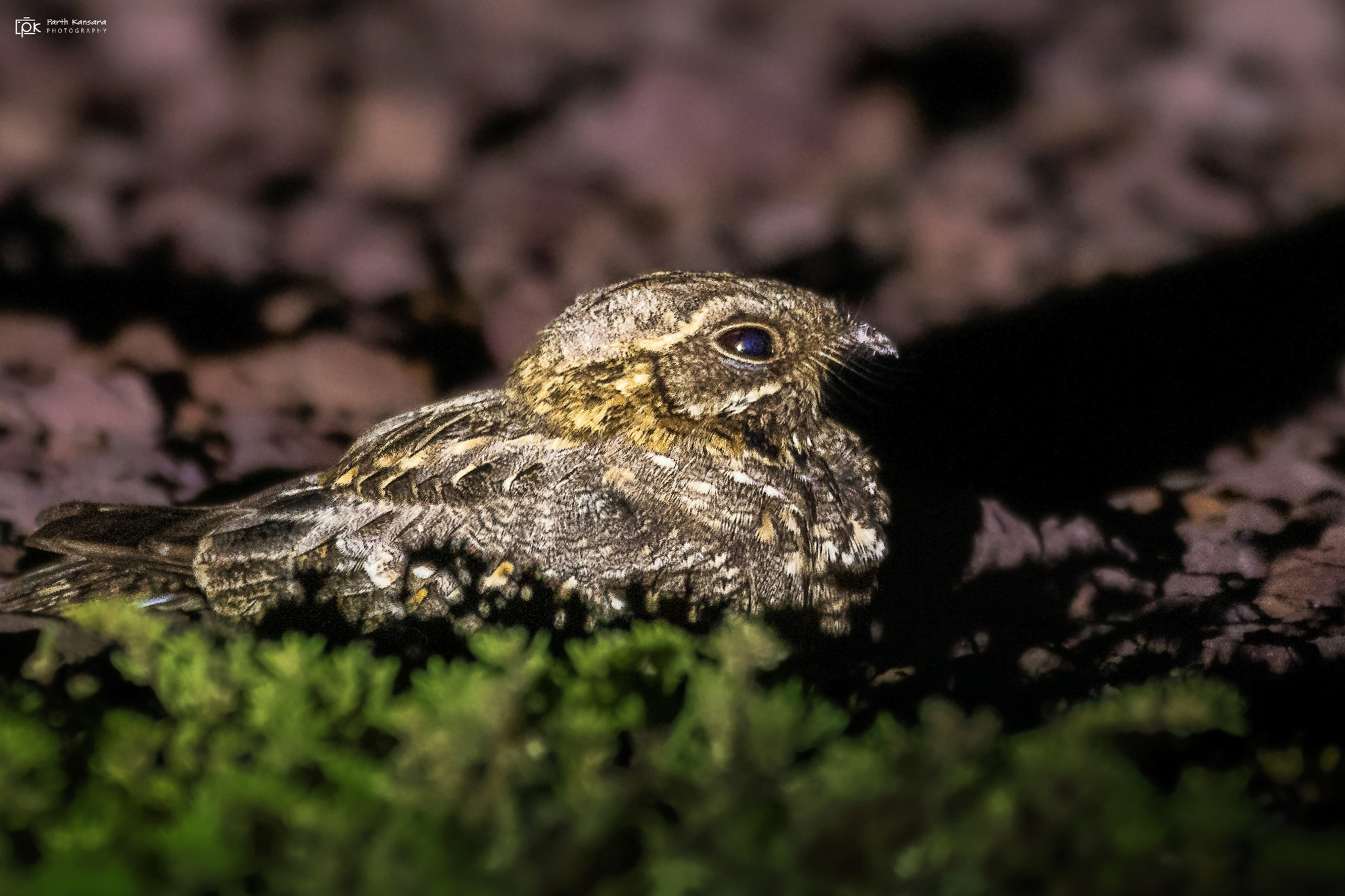
Jedinec na zemi
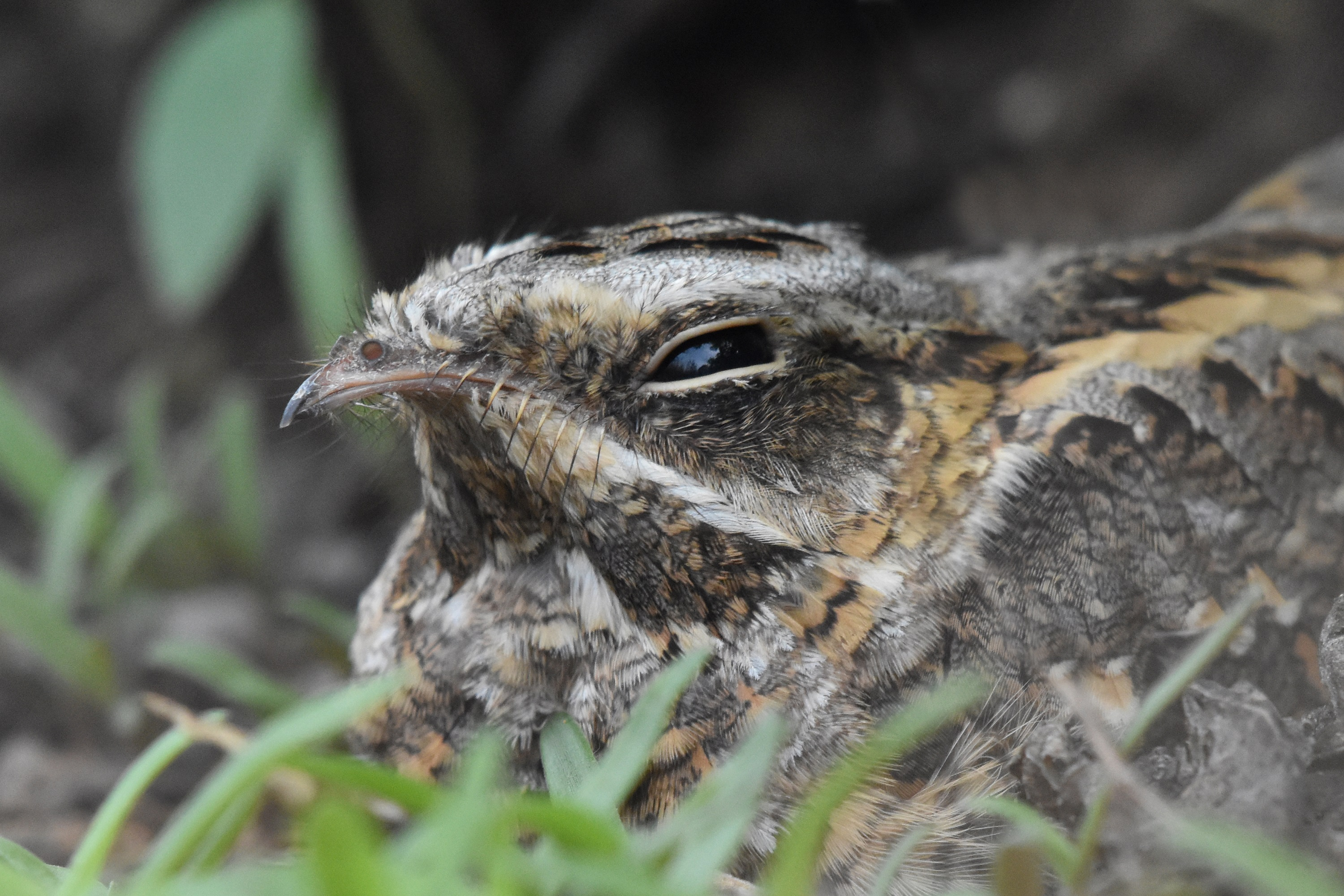
Detail hlavy
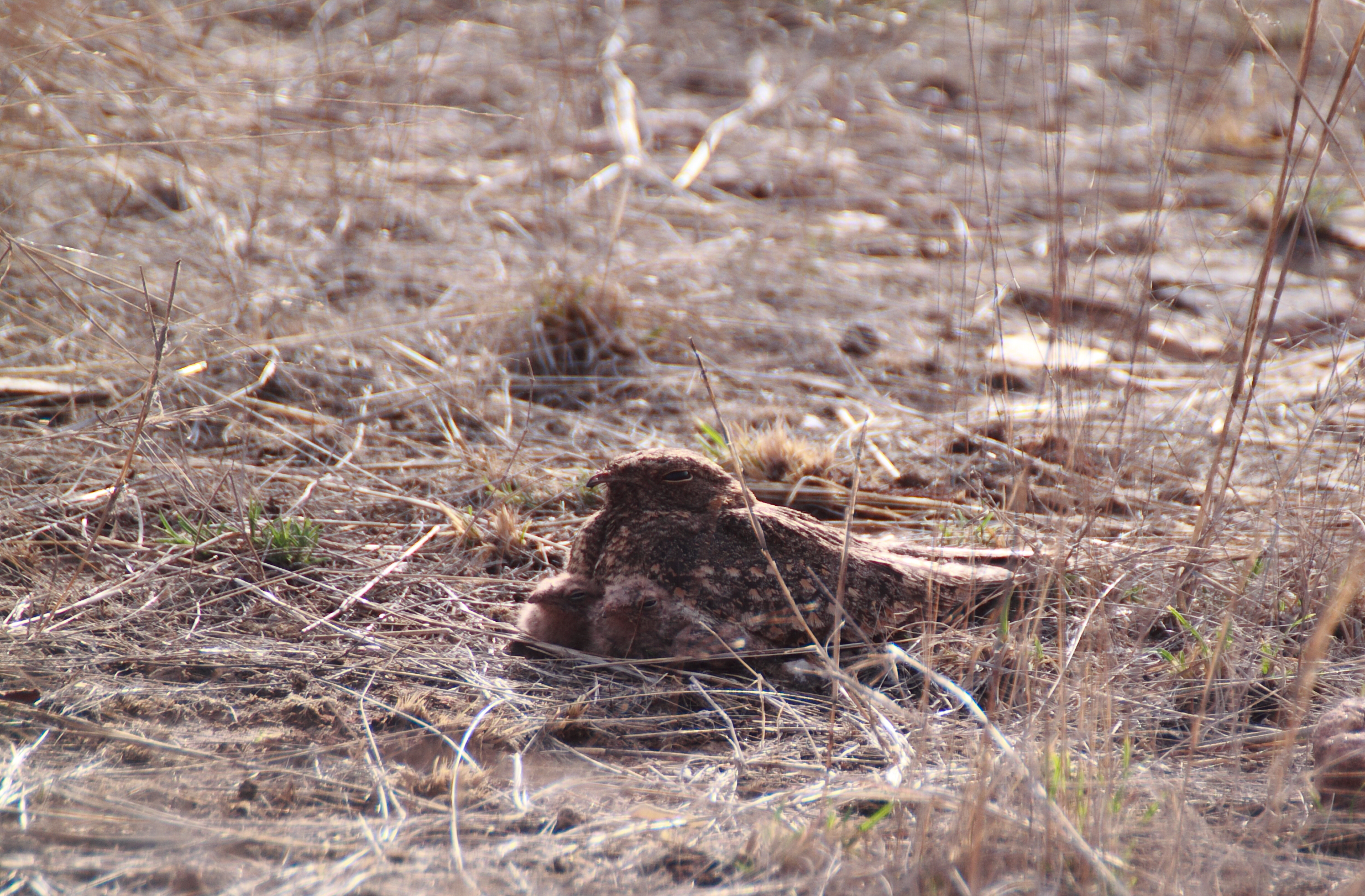
Hnízdící lelek džunglový s mláďaty